# Nizke Tatre
Nizke Tatre (slovaško Nízke Tatry) so gorovje geološke regije Fatra-Tatre v Karpatih na Slovaškem. Ležijo jugozahodno nasproti Visokih Tater.

## Ime
Leta 1860 je geolog Dionýs Štúr opisal gore v povezavi s severnimi (Visokimi) Tatrami kot Nižnie Tatry (v takratnem slovaškem črkovanju), nemško Untere Tatra. Ta izraz je bil leta 1863 napačno preveden v madžarščino kot Alacsony-Tátra, kar pomeni 'Nizke Tatre'. Od tam se je ta oznaka razširila v druge jezike in nazaj v slovaščino.

## Opis
Pogorje sestavljajo:
- Ďumbierske Tatry na zahodu (imenovano po gori Ďumbier)
- Kráľovohoľské Tatry na vzhodu (ime po gori Kráľova hoľa)

Gorska skupina Starohorské vrchy na zahodu in greben Kozie hrbty, ki se razteza proti severovzhodu blizu Poprada, se ne štejeta več za del Nizkih Tater, ampak se obravnavata kot samostojna gorska veriga.
Glavni greben je dolg 95 kilometrov in se vleče pretežno v smeri zahod-vzhod. Veliki odseki tega grebena se dvigajo nad gozdno mejo (približno 1500 m); le spodnji osrednji del med prelazoma Čertovica in Priehyba je pretežno gozdnat. Najvišji vrh je Ďumbier z 2043,4 m in Chopok z 2023,6 m. Dolgi stranski grebeni segajo severno od glavnega grebena; proti jugu se gore spuščajo veliko bolj strmo. Le v območju Ďumbier segata severno in južno vznožje glavnega grebena približno enako dolžino. Najbolj znana regija v gorah je Demänovská dolina (Demänova dolina) z istoimensko vasjo in smučiščem Jasná.
Nizke Tatre so omejene
- na severu doline Waag ali reko Čierny Váh,
- na severovzhodu Kozie hrbty,
- na vzhodu Slovenský raj,
- na jugu doline Hron,
- na jugozahodu s Starohorskimi vrchy in
- na severozahodu  Veľká Fatra.

## Geologija
Glavni greben in njegovi južni stranski grebeni so grobo razdeljeni iz kristalinske kamnine, kjer na zahodu prevladuje granit, na vzhodu pa gnajs. Na območju severnih stranskih grebenov in dolin je obsežen jamski sistem, ki leži v apnencu in dolomitu triasa in je po svojem geološkem razvoju izjemno zanimiv. Dve jami sta odprti za javnost: Demänovská jaskyňa Slobody (Demänová kapniška jama, dobesedno: Jama svobode) in Demänovská ľadová jaskyňa (Demänová Ledena jama). Drugi pomembni kraški jami sta Demänovská jaskyňa Mieru (Demanova jama miru) in Bystrianska jaskyňa.
Ostanke srednjeveškega rudarstva (zlate, srebrove in svinčeve rude) še vedno najdemo v odmaknjenih stranskih in težko dostopnih dolinah, zlasti na severnem pobočju glavne verige.

## Rastlinstvo in živalstvo
Poleg višjih območij so Nizke Tatre gosto gozdnate, kjer na severni strani prevladujejo iglasti gozdovi, na južni pa mešani gozdovi. Na nadmorski višini okoli 1500 do 1800 m je dobro zastopano rušje, še višje pa trave (Nardus stricta). Severna stranska grebena, sestavljena iz apnenca, ugodno vplivata na pojavljanje redkih alpskih rastlinskih vrst, npr. Clusijev svišč.
Prevladujoča divjad je srnjad, divje svinje in jelenjad. V strnjenih gozdovih še vedno živijo številni rjavi medvedi in risi. Nad gozdno mejo najdemo gamse in svizce. Zaradi velikega števila jam v gorah živi veliko vrst netopirjev.

## Prebivalstvo
Same Nizke Tatre so zelo redko poseljene. V gorah je le nekaj krajev, ki se zaradi svoje oddaljenosti pogosto zdijo zelo izvirni, kar se odraža tako v načinu gradnje kot tudi v običajih (narodne noše) (npr. Liptovská Teplička, Liptovská Lúžna).
Tu in v številnih mestih na robu gora živijo Slovaki in Romi. Nemška manjšina, ki je živela v nekaterih skupnostih (npr. v Liptovsky Mikulaš in Brezno), je bila po drugi svetovni vojni izgnana.

## Gospodarstvo
Najpomembnejša panoga v gorah je turizem. Nizke Tatre so odlična pohodniška območja s številnimi čudovitimi razgledi. Glavna smučarska središča so na Čopoku in v dolini Demänová (Jasná). Na splošno je nastanitev dovolj, čeprav ne povsod.
Pomembno vlogo imata tudi gozdarstvo in paša.

## Naravni rezervati
Narodni park Spodnje Tatre je bil ustanovljen v gorah leta 1978; njegova velikost je 123.990 ha, poleg tega pa je več območij uvrščenih pod posebno zaščito:
- Naravni rezervati (PR, Prírodné rezervácie)

Baranovo (15,83 ha, od 1993)
Baranska glava (13,41 ha, 2006)
Breznianska skalka (11,85 ha, 1981)
Horné lazy (34,29 ha, 1981)
Jelšie (26,10 ha, 1973)
Kozí chrbát (37,43 ha, 1993)
Mačkov bok (3,75 ha, 1976)
Mačková (42,23 ha, 1993)
Martalúzka (154,82 ha, 1999)
Meandre Hrona (103,82 ha, 1980)
Sliačske travertíny (7,02 ha, 1983)
Štrosi (94,79 ha, 1999)
Vrchovisko pri Pohorelu. Maši (26,62 ha, 1979)
- Narodni naravni rezervati (NPR, Národné prírodné rezervácie)

Demänovská dolina (836,88 ha, od 1973)
Ďumbier (2043,76 ha, 1973)
Hnilecká jelšina (14,51 ha, 1988)
Jánska dolina (1694,52 ha, 1933)
Ohnište (852,26 ha, 1973)
Pod Latiborskou hoľou (161,23 ha, 1964)
Príboj (10,96 ha, 1895)
Salatín (1192,99 ha, 1982)
Skalka (2659,81 ha, 1997)
Turková (30,95 ha, 1965)
- Naravni spomeniki (PP, Prírodná pamiatka)

Ľupčiansky skalný hríb (2,13 ha, od 1979)
Mašianski balvan (1,28 ha, 1965)
Meandre Lúžňanky (2,00 ha, 1988)
Mostenicé travertíny (1,71 ha, 1981)
- Narodni naravni spomeniki (NPP, Národná prírodná pamiatka)

Brankovský vodopád (27,71 ha, od 1980)
Bystrianska jaskyňa (93,71 ha, 1972)
Demänovské jaskyne (680,17 ha, 1972)
Stanišovská jaskyňa (219,23 ha, 1972)
Vrbičko pleso (24,71 ha, 1975)
- Zavarovano območje (CHA, Chránený areál)

Bodický rybník (18,57 ha, od 1952)
Revúca (3,91 ha, 2002)
Jakub (12,70 ha, 1999)
Brvnište (74,77 ha, 2007)

## Najvišji vrhovi
- Ďumbier, 2043,4 m
- Štiavnica, 2025,3 m
- Chopok, 2023,6 m
- Dereše, 2003,5 m
- Skalka, 1980,1 m
- Chabenec, 1955,0 m
- Kráľova hoľa, 1946,1 m
- Kotliská, 1936,9 m
- Krúpova hoľa, 1927,5 m
- Zákľuky, 1914,5 m
- Poľana (Niedere Tatra), 1889,7 m
- Bôr, 1887,6 m
- Konské, 1882,3 m
- Stredná hoľa, 1875,9 m
- Baňa, 1859,1 m
- Žiarska hoľa, 1840,5 m
- Orlová, 1840,4 m
- Králička, 1807,4 m
- Bartková, 1790,2 m
- Veľký Gápeľ, 1776,5 m
- Veľká Chochuľa, 1753,2
- Krakova hoľa, 1751,6 m
- Ďurková, 1749,8 m
- Ludárova hoľa, 1731,6 m
- Veľký bok, 1727,1 m